# Oskar Linke (Schriftsteller)

Oscar Linke

Oskar Linke (auch unter den Pseudonymen Oskar Klein, Taras Kunowski und Leon Ritter; geboren am 15. Juli 1854 in Oranienburg; gestorben am 8. Oktober 1928 in Weimar) war ein deutscher Erzähler, Lyriker und Journalist.

## Leben
Linke studierte zunächst Philologie für den Lehrerberuf, gab dieses Studium aber auf und studierte Philosophie, Kunstwissenschaft und Literatur. 1877 promovierte er in Halle mit einer kunstwissenschaftlichen Arbeit.
In den folgenden Jahrzehnten arbeitete er als Journalist in Posen, 1903 bis 1907 in Breslau und war zuletzt Leiter der Weimarischen Zeitung.
Neben dieser Arbeit war Linke ein produktiver Autor von Romanen, Novellen und sowohl lyrischen als epischen Gedichten.
Er behandelte mehrfach die Gestalt des Jesus Christus und verfasste historische Romane und Erzählungen aus dem alten Hellas.
Er war verheiratet mit Aline Claire und hatte aus dieser Ehe vier Töchter.

## Werke
- Blumen des Lebens. Gedichte. Berlin 1876.
- Grundzüge einer Kunstwissenschaft im Sinne Goethe's. Dissertation Halle 1877, Digitalisat.
- Milesische Märchen. Leipzig 1881.
- Das Bild des Eros. Neue milesische Märchen. Jena 1882. (Digitalisat)
- Jesus Christus. Eine Dichtung. Norden 1883.
- Leukothea. Roman. 3 Bde. Berlin 1884.
- 66 Präludien. Geist und Leben. Aus meinem Skizzenbuche. Berlin 1884. Digitalisat: Zentral- und Landesbibliothek Berlin, 2018 URN urn:nbn:de:kobv:109-1-12769040
- Eros und Psyche. Eine Dichtung. Berlin 1884.
- Die Versuchung des Heiligen Antonius. Erzählung. Minden 1885, Digitalisat.
- Aus dem Paradiese. Berliner Idyllen. Minden 1885.
- Liebeszauber. Ein Schönheitsroman aus der Zeit des Perikles. Minden 1886.
- Ergo bibamus! Humoristisches Intermezzo. Minden 1886
- Die Bienen. Ein neuer Xenienalmanach. Epigramme. Minden 1887.
- Die Fürstin dieser Welt. Berliner Novellen. Minden 1887.
- Das Leben Jesu. Roman. Minden 1888.
- Satan. Eine Faschings-Phantasie als Epilog zu meinem „Leben Jesu“. Minden 1888.
- Das Veilchen von Kephyssosthal. Epische Dichtung. Hamburg 1889.
- Triumph der Liebe. Dramentrilogie. Leipzig 1890.
- Adolf Glaser. Biografie. Leipzig 1891.
- Als die Rosen blühten. Romantischer Schwanengesang. Gedichte. Berlin 1891.
- Schlummre, Schwert, unter Myrthen. Gedichte. Hamburg 1894
- Chrysothemis erzählt. Griechische Geschichten. Leipzig 1894.
- Der Knabe mit der Leuchte. Eine Urweltgeschichte. Novelle. Berlin 1894.
- Endymion. Novelle. Grossenhain [1895].
- (als Taras Kunowski:) Die Madonna von Swidlowice. Bilder und Skizzen. Grossenhain [1896].
- Venus divina. Liebesgeschichten aus drei Jahrtausenden. Grossenhain 1897.
- Vasanta. Indische Liebe. Die Lieder des Agasti. Berlin 1898.
- Iphi. Das Malermodell. Leipzig 1899.
- Neue milesische Märchen. Halle 1901.
- Die zehnte Symphonie.  Ein Sieg-Friedens-Gedicht. Leipzig 1918.
- Vom Sessel des Buddha. Ein Lebensbuch für alle. Aphorismen. Weimar 1923.

Übersetzungen:
- (als Leon Ritter:) Tabubu. Altaegyptischer Original-Roman in deutscher Bearbeitung. Grossenhain 1896.
- Voltaire: Candide. Satirischer Roman. Grossenhain 1897.
- Platon: Das Gastmahl. Gespräch über die Liebe. Halle 1901.